# Windsorton
Windsorton este un oraș din provincia Noord-Kaap, Africa de Sud.